# 海の嵐 (ヴァイオリン協奏曲)
ヴァイオリン協奏曲変ホ長調『海の嵐』（うみのあらし）作品8-5は、アントニオ・ヴィヴァルディが作曲したヴァイオリン協奏曲の一つ。協奏曲集『和声と創意への試み』作品8（第1曲から第4曲が『四季』と総称される）の第5曲である。

## 楽曲解説

### 第1楽章
Presto. 変ホ長調、4分の4拍子で、3回のトゥッティの間に2回のソロが挟まれているリトルネロ形式の楽章である。ソロには技巧的な分散和音が多く使われる。完全終止せず、変ホ長調の属和音に半終止して、第2楽章へと進む。

### 第2楽章
Largo. ヘ短調、4分の4拍子である。16小節の短い楽章であり、頻繁な転調が見られる。この楽章も完全終止せず、ハ短調の属和音に半終止する。

### 第3楽章
Presto. 変ホ長調、8分の3拍子。5回のトゥッティの間に4回のソロが挟まれているリトルネロ形式の楽章である。トゥッティは3回目のトゥッティで変ロ長調で出る以外は全て変ホ長調である。一方、ソロの方は各回ごとにかなり音型が変化していく。

## フルート協奏曲『海の嵐』
ヴィヴァルディは『海の嵐』と題する協奏曲をフルートのためにも書いている（作品10-1）。調などを含め、大きく異なった曲ではあるが、ヴィヴァルディ自身からみた「海」の描写がどちらにも表れている。